# ゲルハルト・ロダックス
ゲルハルト・ロダックス（Gerhard Rodax、1965年8月27日 - 2022年11月16日）は、オーストリア・タッテンドルフ出身の元同国代表サッカー選手。現役時代のポジションはFW。

## 経歴
FCアドミラ・ヴァッカー・メードリング (当時はVfBアドミラ・ヴァッカー・メードリング)にてプロサッカー選手としてのキャリアをスタートさせ、1989-90シーズンにはリーグ戦で35ゴールを挙げてオーストリア・ブンデスリーガの得点王に輝いた。シーズン終了後、アトレティコ・マドリードにフリーで移籍し、リーグ戦開幕からベルント・シュスター、パウロ・フットレに次ぐフォワードとして出場機会をもらい、リーグ戦9ゴールを挙げた。1992年に帰国してSKラピード・ウィーンへ加入し、1年後に28歳で現役を引退した。しかし、1996年に古巣FCアドミラ・ヴァッカー・メードリングで半年だけの契約でプレーした。
1985年、ユーゴスラビア代表との試合でオーストリア代表デビューを飾った。
FCアドミラ・ヴァッカー・メードリングで得点王となった1989-90シーズン終了後に行われた1990 FIFAワールドカップにオーストリア代表として出場し、大会中唯一のゴールをアメリカ代表戦で記録した。
2022年11月16日、トライスキルヒェンにて、列車に撥ねられて死去した。

## タイトル

### クラブ
アトレティコ・マドリード
- コパ・デル・レイ : 1回 (1990-91)

### 個人
- オーストリア・ブンデスリーガ得点王 : 1回 (1989-90[3])
- オーストリア年間最優秀選手賞 : 1回 (1989)